# Jennifer Arcuri

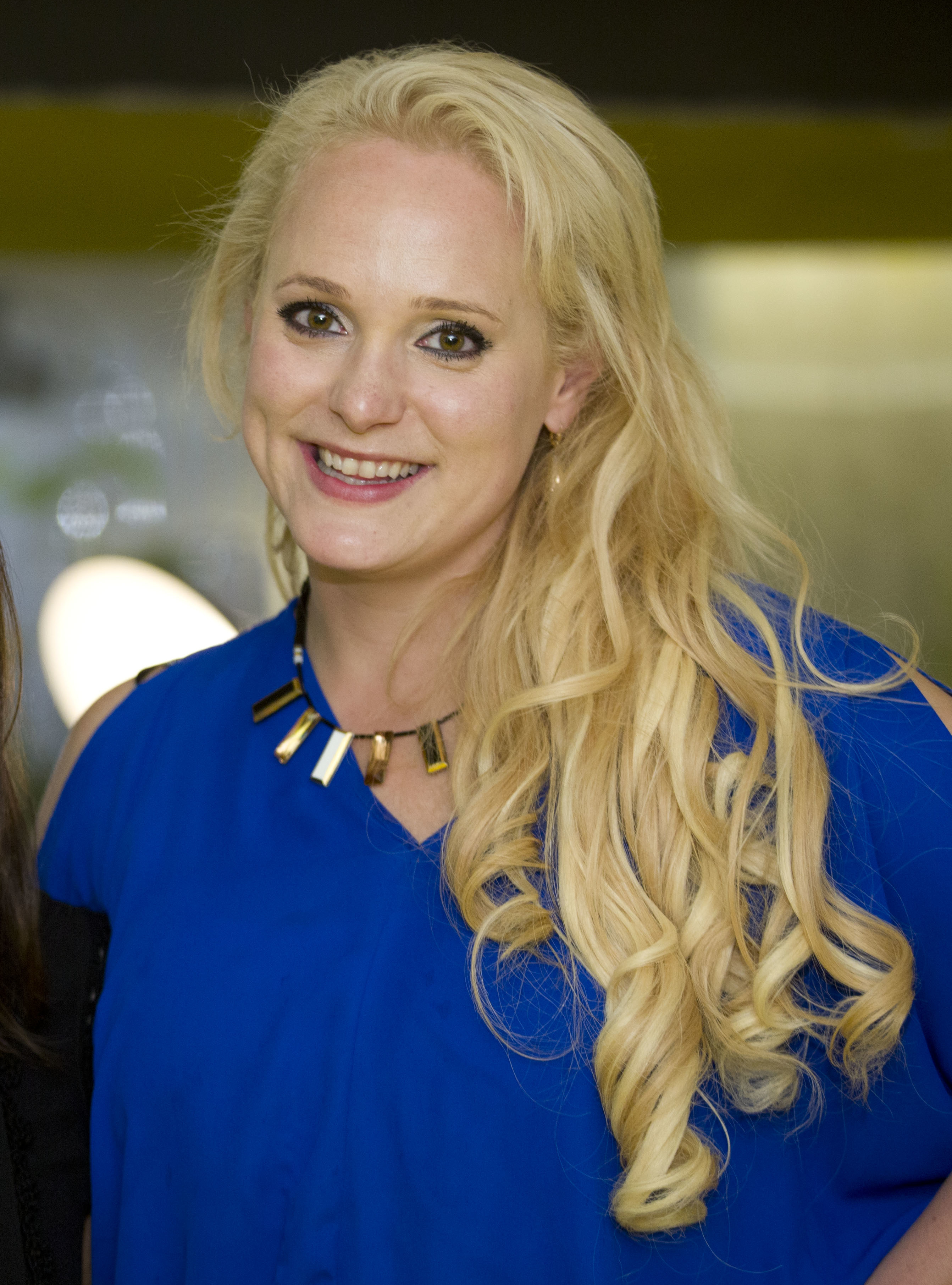
Jennifer Arcuri (2015)

Jennifer Marie Arcuri (* Februar 1985) ist eine US-amerikanische Technologieunternehmerin. Von 2011 bis 2018 lebte sie in London, bevor sie zurück nach Kalifornien zog. Sie bezeichnet sich selbst als „ethische Hackerin“, gründete 2016 das White-Hat-Beratungsunternehmen Hacker House und organisierte ab 2012 das Innotech Network. Ihre Verbindung zum damaligen Londoner Bürgermeister Boris Johnson aus dem Jahr 2012 erregte im September 2019, als er Premierminister wurde, landesweite Aufmerksamkeit im Vereinigten Königreich und löste Ermittlungen wegen angeblicher Interessenkonflikte aus. Sie sagte 2021, dass sie von 2012 bis 2016 eine Affäre mit ihm hatte.

## Werdegang
Arcuri lebte zuvor in Kalifornien und New York. Sie studierte Politik an der University of Wisconsin-Madison, Theater an der Pace University in New York, Filmproduktion an der University of Southern California und einen Sommer lang Film an der American University in Paris. Sie war kurzzeitig als Model und Schauspielerin tätig, unter anderem in einem Kurzfilm mit dem Titel Commute. In Kalifornien arbeitete sie in der Filmbranche, unter anderem im digitalen Vertrieb und in der Produktion, und schickte einen Kurzfilm mit dem Titel La Valise nach Cannes. Arcuri besaß eine Video-Streaming-Website für Filmemacher, Ubroadcast, bis sie diese 2009 an Diamond I verkaufte.

### Technologie
Im Jahr 2008 besuchte Arcuri zum ersten Mal London, um in dem Bollywood-Film Naughty @ 40 mitzuwirken. Anfang 2011 zog sie nach London. Arcuri absolvierte ein MBA-Studium an der Hult International Business School, wo sie Tom Hayes kennenlernte und 2012 mit ihm das Softwareunternehmen Title X Technology gründete, das Entwickler in Bulgarien einsetzt. Sie verteidigte Hayes im Wall Street Journal, nachdem gegen ihn wegen des Libor-Skandals im Jahr 2013 ermittelt wurde, für den er später zu 14 Jahren Haft verurteilt wurde. Ab 2012 organisierte Arcuri den Innotech Summit in London. Sie gründete das Tech Hotel in Shoreditch und engagierte sich bei Founders for Schools. Außerdem gründete sie Playbox, ein soziales Videonetzwerk für Unternehmer. Nach drei Jahren im Vereinigten Königreich erhielt sie ein Unternehmervisum, nachdem sie über 200.000 Pfund an Finanzmitteln für Innotech aufgebracht hatte. Im Jahr 2016 wurde Innotech Network als Treffpunkt für die Technologiebranche und politische Entscheidungsträger wie Boris Johnson bekannt.
Im November 2016 arbeitete sie mit Sky News an einem Bericht, aus dem hervorging, dass der britische NHS im Jahr 2015 nichts für Cybersicherheit ausgegeben hatte; sie stellte fest, dass die Sicherheit in den NHS-Trusts generell mangelhaft war.
Im Jahr 2016 leitete sie die Arbeitsgruppe der Tech London Advocates zum Thema Cybertechnologie. Außerdem gründete sie 2016 Hacker House, ein Beratungsunternehmen, das in Sachen Cybersicherheit berät und schult und aus einer von Innotech im Oktober 2014 durchgeführten Veranstaltung „Legislating LulzSec“ hervorging. Hacker House erhielt 2019 einen Zuschuss vom Cyber Skills Immediate Impact Fund des britischen Ministeriums für Digitales, Kultur, Medien und Sport, den es sich mit drei anderen Projekten in Höhe von 500.000 GBP teilt.
Arcuri hat andere Frauen und Mädchen ermutigt, sich in der Branche zu engagieren, und hat das PinkSheet, eine Liste von weiblichen Fachleuten im Vereinigten Königreich, geführt.

#### Auszeichnungen
Arcuri wurde mehrfach von Computer Weekly ausgezeichnet: 2016 wurde sie als eine von fünf „Rising Stars“ unter den Frauen in der britischen IT-Branche genannt; 2017 wurde sie als 18. von 50 der „einflussreichsten Frauen in der britischen Tech-Branche“ genannt; 2018 und 2019 stand sie auf der Longlist für die gleiche Auszeichnung.
Das SC Magazine zählte Arcuri 2017 zu den zwanzig „Women to watch“ in der britischen Cybersicherheitsbranche.

### Beziehung zu Boris Johnson
Arcuri war eng mit dem damaligen Londoner Bürgermeister Boris Johnson befreundet. Die Sunday Times beschrieb ihn als regelmäßigen Besucher in ihrer Wohnung und deutete an, dass sie eine sexuelle Beziehung hatten. Ihr Unternehmen Innotech erhielt 2013 10.000 Pfund aus einem Fonds des Bürgermeisters, und im Jahr darauf erhielt Arcuri 15.000 Pfund aus einem Regierungsprogramm. Johnson intervenierte, um ihr die Teilnahme an drei Handelsmissionen zu ermöglichen. Die Sunday Times behauptete im September 2019, Johnson habe es versäumt, seine persönliche Beziehung als Interessenkonflikt zu deklarieren. Später im selben Monat verwies die Greater London Authority Johnson und seine Handlungen in dieser Angelegenheit an das Independent Office for Police Conduct (IOPC, Unabhängige Dienststelle für polizeiliches Fehlverhalten), „um zu beurteilen, ob es notwendig ist, gegen den ehemaligen Bürgermeister von London wegen des Straftatbestands des Fehlverhaltens im öffentlichen Dienst zu ermitteln“. Das IOPC ist involviert, weil der Bürgermeister auch Londons Polizei- und Kriminalitätskommissar ist. Die London Assembly hat ihre eigenen Ermittlungen eingeleitet, diese aber auf Ersuchen des IOPC unterbrochen, um Überschneidungen zu vermeiden. Am 9. November 2019 wurde bekannt, dass der IOPC, der einen Bericht über seine Untersuchung veröffentlichen sollte, beschlossen hatte, dies nach den Parlamentswahlen am 12. Dezember zu tun.
Am 22. Mai 2020 gab der IOPC bekannt, dass er keine strafrechtlichen Ermittlungen einleiten werde. Die IOPC sagte in ihrer Erklärung: „Es gab zwar keine Beweise dafür, dass Herr Johnson die Zahlung von Sponsorengeldern oder die Teilnahme an Handelsmissionen beeinflusst hat, aber es gab Hinweise darauf, dass die Verantwortlichen, die über Sponsorengelder und die Teilnahme an Handelsmissionen entschieden, davon ausgingen, dass eine enge Beziehung zwischen Herrn Johnson und Frau Arcuri bestand, und dass dies ihre Entscheidungsfindung beeinflusste.“
Im Dezember 2021 hat die Greater London Authority (GLA) eine große Anzahl von Dokumenten – einschließlich E-Mails von und an Arcuri – von einer Londoner Tourismus- und Werbeagentur im Rahmen einer Untersuchung darüber angefordert und erhalten, ob Johnson sein Amt als Londoner Bürgermeister missbraucht hat, um die amerikanische Geschäftsfrau zu „begünstigen und zu belohnen“.
Am 17. Oktober 2020 sagte Arcuri, dass ihre Beziehung zu Johnson sexueller Natur gewesen sei. Am 28. März 2021 sagte sie, die Affäre habe von 2012 bis 2016 gedauert.

### Verbreitung von Verschwörungstheorien
Im Dezember 2021 berichtete Vice News, dass Arcuri auf ihrem Twitter-Account und Telegram-Kanal für QAnon und Anti-Impf-Verschwörungstheorien warb.

## Privatleben
Arcuris Großvater war der Rechtsanwalt Richard Cates. Seine Tochter Christine Jendrzejewski ist Arcuris Mutter. Arcuri ist mit Matthew Hickey, dem Co-Direktor von Hacker House, verheiratet, mit dem sie 2017 eine Tochter bekam. Im Juni 2018 zogen sie nach Orange County, Kalifornien.